# Jarvis Threatt
Jarvis Lorenzo Threatt (Highland Springs, 3 aprile 1993) è un ex cestista statunitense.